# Società Italiana Organizzazione Internazionale
La Società Italiana Organizzazione Internazionale también conocida como la sigla SIOI es una sociedad de carácter internacionalista apoyada por el Ministerio de asuntos exteriores italiano. Fue fundada en 1944 gracias al soporte del político Alcide De Gasperi. Su actual presidente es el exministro de Asuntos Exteriores italiano Franco Frattini.

## Actividad
La sociedad se interesa principalmente de las relaciones internacionales, asuntos extranjeros y estudios internacionales. SIOI organiza encuentros y debates sobre las grandes cuestiones del sistema internacional y sobre todo se conforma como un conjunto de unidades educativas de enseñanza superior para funcionarios diplomáticos y expertos de relaciones internacionales. Desde 1946 hace parte de la Unión internacional de las academias diplomáticas de Viena. La biblioteca de la SIOI guarda todos los documentos de las Naciones Unidas y de la Sociedad de naciones de las sedes de Nueva York, Ginebra y Viena.
- Datos: Q3963401